# 番荔枝辛
番荔枝辛（英語：Annonacin），别名番荔枝素，是一种有毒物质，属乙酰原素类化合物，其对神经系统有损害作用。其发现于一些番荔枝科植物的果实中，如泡泡果、牛心番荔枝和刺果番荔枝等水果。在西印度群岛地区，含有番荔枝辛的果实常被当作传统药物使用。

## 传统药物

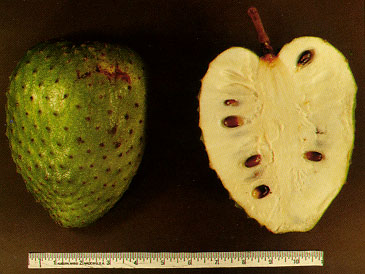
刺果番荔枝, 其含有番荔枝辛

历史上西印度群岛地区常用番荔枝科植株和果实（特别是刺果番荔枝和释迦果）以各种形式食用。当地通常将其叶子泡在热水中饮用，这些含有番荔枝辛的草药茶在当地民间医学中被视为一种很好的药物。在瓜德罗普岛，当地主要因为镇静作用而饮用这种茶。而且当地居民从小孩到老人经常食用含有番荔枝辛产品，每天食用也并不罕见。
在瓜德罗普岛，非典型帕金森病在经常饮用含有番荔枝辛的草药茶的老年男性中很常见。在1996年至1998年间转入一家诊所的87名帕金森病患者中，25％患有帕金森病，36％患有进行性核上性麻痹，39％患有非典型帕金森病。

## 神经毒性
番荔枝辛是一种具有致残性和潜在致死风险的神经毒素。与其他乙酰原素一样，番荔枝辛是一种线粒体复合体I抑制剂（NADH脱氢酶抑制剂）。NADH脱氢酶负责将NADH转化为NAD+，以保持线粒体内氢离子浓度梯度，而番荔枝辛会抑制细胞通过氧化磷酸化产生ATP，从而导致细胞凋亡或坏死。
番荔枝辛对多巴胺能神经元的LD50为 0.018 μM，并对其产生神经退化的损害。其毒性是另一种强NADH脱氢酶抑制剂MPP+的100倍。相比于MPP+，番荔枝辛毒性作用范围更广，除了黑质纹状体（nigro-striatal system），还对基底核和脑干核造成严重损害。
由于瓜德罗普岛的饮食习惯容易摄入番荔枝辛，导致番荔枝辛与岛上进行性核上性麻痹和非典型帕金森高发病率有关。一个平均大小的刺果番荔枝果实含有 15 mg番荔枝辛，而一罐市售花蜜含有36 mg番荔枝辛，一杯泡茶则含有 140 μg。在啮齿动物上的研究结果显示，连续28天摄入3.8和7.6 mg/kg/日的番荔枝辛会造成和帕金森病一样的脑损伤。据估计，一个成年人每天食用一个水果或一罐花蜜并持续一年，期间摄入的番荔枝辛的量与静脉注射纯番荔枝辛的啮齿动物诱发脑损伤的剂量相同。